# Sonnenberg (Gummersbach)
Sonnenberg ist ein Ortsteil von Gummersbach im Oberbergischen Kreis im südlichen Nordrhein-Westfalen.

## Lage und Beschreibung
Sonnenberg liegt ca. 6,3 km vom Stadtzentrum Gummersbach entfernt. Nachbarorte sind Herreshagen, Windhagen, Wasserfuhr und Gummeroth. Im Süden der Ortschaft entspringt der Rospebach.

## Geschichte

### Erstnennung
1326 wurde der Ort das erste Mal urkundlich erwähnt und zwar „Ludwig von Sonnenberg siegelt eine Urkunde der Rentmeister von Köln“ (Lokalisierung unsicher wegen namensgleicher Orte). Schreibweise der Erstnennung: Sonnenberg
Der Ort Sonnenberg gehörte bis 1806 zur Reichsherrschaft Gimborn-Neustadt.

## Wandern
Durch die Ortschaft führt der mit dem Zeichen A3 markierte Ortsrundwanderweg.